# She Don't Give a FO
She Don't Give a FO è un singolo del rapper argentino Duki, pubblicato il 12 marzo 2018.

## Tracce
1. She Don't Give a FO – 3:29